# Martin Sweet
Martin Sweet, pseudonimo di Martin Hosselton (Stoccolma, 5 maggio 1979), è un chitarrista, cantante e bassista svedese.

## Biografia
Entra a far parte dei Crashdïet nel 2002. Nel 2005 esce album Rest in sleaze che si rivelerà un grande album per quanto riguarda la scena hair metal svedese. Nel 2006 il cantante Dave Lepard morí suicida a causa del suo pesante uso di droghe; nonostante ciò i Crashdïet pubblicarono un nuovo album nel 2008 con alla voce Olli Herman che però abbandono la band per portare avanti il progetto con i Reckless Love. Subentrò il cantante Simon Cruz con cui i Crashdïet pubblicarono Generation Wild (2010) e The Savage Playground (2013), Simon Cruz, però, abbandonò la band nel per motivi misteriosi nel 2015. È inoltre il compositore di maggior parte dei testi della band svedese Crashdïet e produttore della band svedese Redlight Attraction. Dal 2015 è entrato a far parte della band svedese Sister nel ruolo di bassista con nel 2016 ha preso parte alla registrazione dell'album Stand Up Forward March. Nel 2015 ha dato inizio ad un progetto da solista fondando la band Sweet Creature con la quale ha pubblicato l'album The Devil Knows Me.

## Discografia
- 2005 - Rest in Sleaze
- 2007 - The Unattractive Revolution
- 2010 - Generation Wild
- 2013 - The Savage Playground
- 2016 - The devil knows my name
- 2016 - Stand up forward march
- 2019- Rust